# Юрьевский сельсовет (Минская область)
Юрьевский сельсовет — упразднённая административная единица на территории Смолевичского района Минской области Республики Беларусь.

## Состав
Юрьевский сельсовет включал 9 населённых пунктов:
- Антополье — деревня.
- Кальники — деревня.
- Мгле — деревня.
- Прудище — деревня.
- Сарнацкое — деревня.
- Сутоки — деревня.
- Хотеново — деревня.
- Юзефово — деревня.
- Юрьево — деревня.